# Maurice Sachot
 (novembre 2023).
Si vous disposez d'ouvrages ou d'articles de référence ou si vous connaissez des sites web de qualité traitant du thème abordé ici, merci de compléter l'article en donnant les références utiles à sa vérifiabilité et en les liant à la section « Notes et références ».
Maurice Sachot, né en 1943, est un historien français, professeur émérite de l'université de Strasbourg, où il a enseigné les langues patristiques et les sciences de l'éducation. Il est titulaire d'une habilitation universitaire en lettres classiques. Ses  domaines de recherche comprennent également la philosophie antique, le christianisme primitif et le fait religieux.

## Biographie
D'abord assistant de latin et de grec à la faculté de théologie catholique de l'université Marc-Bloch de Strasbourg, Maurice Sachot est l'auteur de plusieurs manuels d'enseignement dans la collection « Latine docere et discere ». Parallèlement, il traduit et édite des textes grecs, en particulier les plus anciennes homélies chrétiennes.
En 1990, il se tourne vers les sciences de l'éducation, toujours à l'université de Strasbourg. Il publie plusieurs livres sur l'enseignement du français et la pratique didactique, mais aussi sur les origines du christianisme et sur les modalités de son expansion.
Dans L’Homélie pseudo-chrysostomienne sur la Transfiguration, outre l’édition princeps avec traduction et commentaire suivi d’une homélie traitant de la Transfiguration à partir d’un inventaire exhaustif des manuscrits, il fait le point sur l’historique des origines de la fête chrétienne de la Transfiguration, restitue l’œuvre à son véritable auteur, grâce à une méthode nouvelle fondée sur le style propre au genre homilétique, reconstitue enfin en grande partie le corpus de cet auteur encore majoritairement inédit à l’époque de la recherche. 
Ses travaux sur la notion de religion en général et sur la religion chrétienne en particulier l’amènent, dès 1985, à penser que le mouvement chrétien n’était à l’origine pas une religion, et qu’il l’est devenu après sa qualification par ce terme par Tertullien, en 197. L’étude de cette transformation l’a conduit à mettre en évidence les mécanismes et les logiques qui en ont été la cause. Le principe d’accomplissement-conversion (ou principe de la double subversion vectorielle en médiologie) en a été le moteur essentiel. Potentiellement inscrit dans le rituel de la proclamation scripturaire et figuré par l’homélie synagogale, il a entraîné la subversion du judaïsme par le christianisme, puis du christianisme par la religion et, finalement, de la civilisation et culture d’alors par la christianité : L'Invention du Christ (1998), Christianisme et philosophie (1999), Quand le christianisme a changé le monde (2007).
D’autres études consistent à faire le point sur des notions importantes dans le champ éducatif, comme celles de discipline d’enseignement, curriculum, didactique, culture, norme,  représentation, référentiel, etc.
Dans ses deux ouvrages sur Parménide, il renouvelle totalement l’interprétation de son Poème. D’après lui, Parménide y propose en pur « physicien » une théorie générale qui permette à la fois de sauvegarder et de concilier la permanence du monde et le changement non moins permanent de tout de ce qui est, problème auquel se heurtaient ses devanciers et contemporains. Il expose dans la première partie du Poème les règles épistémiques auxquelles toute connaissance du réel doit se soumettre pour prétendre à quelque vérité. Ce qui fait de lui le fondateur de l’épistémologie. Dans la seconde partie, l’Éléate présente sa propre conception du monde (sa doxa), en proposant un modèle théorique d’interprétation, qu’il nomme diakosmos, « transmonde », et dont la métaphore clé est la reproduction sexuée. Ce qui fait également de lui le père de la science au sens moderne du mot.

## Publications (sélection)
- La grande révolution - Réinitialiser la République laïque et citoyenne, Paris, Éditions Les Trois Colonnes, juillet 2022, 150 p.
- Religion, République, Libéro-capitalisme - Origine et métamorphoses d'une instance instituante, Paris, Éditions Les Trois Colonnes, juillet 2022, 688 p.
- Parménide d’Élée, fondateur de l’épistémologie et de la science. Commentaire analytique du Poème, Strasbourg, en ligne sur le site de l’Université de Strasbourg, 2017, 119 p., bibliographie, index. (présentation pour un public non hellénisant des résultats de la recherche exposée dans le volume suivant).
- Le Poème de Parménide restauré et décrypté,  Strasbourg, en ligne sur le site de l’Université de Strasbourg, 2016, 207 p., bibliographie, index.
- Quand le christianisme a changé le monde : La subversion chrétienne du monde antique, Résumé (par Anne Merker) Éditions Odile Jacob, 2007 ; (trad. en italien).
- Avec Y. Lenoir (dir.), Les Enseignants du primaire entre disciplinarité et interdisciplinarité : Quelle formation didactique ?, Laval (Québec), Presses de l'Université Laval, 2004.
- Christianisme et philosophie. La subversion fondatrice originaire, Nantes, Éditions Pleins Feux, collection « Version originale », 1999
- L'Invention du Christ. Genèse d'une religion, Éditions Odile Jacob, « Le champ médiologique », 1998 (trad. en espagnol, en italien, en portugais et en portugais brésilien); rééd. poche Odile Jacob, 2011.
- Éléments de didactique générale, Strasbourg, Université des Sciences humaines, Centre de télé-enseignement, 2e édition, 1994
- Latine docere et discere. Lingua latina tironibus ac rudibus gradatim explicata, Strasbourg, 1989.
- (dir.), L'Institution de l'histoire, t. II : Mythe, mémoire, fondation, Paris, Éditions du Cerf/CERIT, 1989.
- Les Homélies grecques sur la Transfiguration, Tradition manuscrite, Éditions du CNRS, 1987.
- L'Homélie pseudo-chrysostomienne sur la Transfiguration CPG 4724, BHG 1975. Contextes liturgiques, restitution à Léonce, prêtre de Constantinople, Édition critique et commentée, Traduction et études connexes, Francfort-Berne, Peter Lang, Publications universitaires européennes, série XXIII, vol. 151, 1981
- « L'antiquité chrétienne », in Joseph Doré (dir.), Les Chrétiens et leurs doctrines, CERIT/Desclée de Brouwer, 1997, p. 13-98

## Radio et télévision
- « Ralentir travaux », 5 émissions avec Jacques Munier sur l'ouvrage Quand le christianisme a changé le monde, France Culture, 2007
- « À vue d'esprit », 5 émissions avec Michel Kocher intitulées « OPA sur l'empire romain », sur la base de Quand le christianisme a changé le monde, Radio suisse romande, 2007
- « L'Apocalypse », 12 émissions de 50 minutes sous la direction de Jérôme Prieur et Gérard Mordillat, sur Arte, et traitant de la formation du christianisme comme religion, décembre 2008
- « Trois religions monothéistes », 4 émissions de 30 minutes diffusées sur France 2 en décembre 2009